# Sredsko
Sredsko (Bulgaars: Средско) is een dorp in Bulgarije. Het dorp is gelegen in de gemeente Kirkovo, oblast Kardzjali. Het dorp ligt 32 km ten zuiden van Kardzjali en 231 km ten zuidoosten van de hoofdstad Sofia.

## Bevolking
Op 31 december 2020 werden er 115 inwoners in het dorp Sredsko geregistreerd door het Nationaal Statistisch Instituut van Bulgarije.
| Bevolkingsontwikkeling tussen 1934 en 2020          |
| --------------------------------------------------- |
|                                                     |
| Bron: Nationaal Statistisch Instituut van Bulgarije |

In het dorp wonen uitsluitend Bulgaarse Turken. In de volkstelling van 2011 identificeerden alle 128 inwoners zichzelf met de "Turkse etniciteit".
| Etnische samenstelling van de respondenten (2011) | Etnische samenstelling van de respondenten (2011) | Etnische samenstelling van de respondenten (2011) | Etnische samenstelling van de respondenten (2011) | Etnische samenstelling van de respondenten (2011) |
| ------------------------------------------------- | ------------------------------------------------- | ------------------------------------------------- | ------------------------------------------------- | ------------------------------------------------- |
|                                                   |                                                   |                                                   |                                                   |                                                   |
| Bulgaren                                          | Bulgaren                                          |                                                   | 0,0%                                              | 0,0%                                              |
| Turken                                            | Turken                                            |                                                   | 100,0%                                            | 100,0%                                            |
| Roma                                              | Roma                                              |                                                   | 0,0%                                              | 0,0%                                              |
| Anders/Onbekend                                   | Anders/Onbekend                                   |                                                   | 0,0%                                              | 0,0%                                              |

Van de 128 inwoners die in februari 2011 werden geregistreerd, waren er 16 jonger dan 15 jaar oud (12,5%), 90 inwoners waren tussen de 15-64 jaar oud (70,3%), terwijl er 22 inwoners van 65 jaar of ouder werden geteld (17,2%).